# Irlanda en los Juegos Olímpicos de Múnich 1972
Irlanda estuvo representada en los Juegos Olímpicos de Múnich 1972 por un total de 59 deportistas que compitieron en 12 deportes.  
El portador de la bandera en la ceremonia de apertura fue el jinete Ronnie McMahon. El equipo olímpico irlandés no obtuvo ninguna medalla en estos Juegos.